# Ružomberok
Ružomberok (în germană Rosenberg, în maghiară Rózsahegy) este un oraș în nordul Slovaciei. Are o populație de aproximativ 27.000 de locuitori.
La 27 octombrie 1907 a avut loc masacrul de la Černová (o parte a orașului), în care au fost uciși 15 civili slovaci și alți 52 au fost răniți. Jandarmeria a deschis focul asupra unei mulțimi de credincioși romano-catolici, adunați să demonstreze pentru sfințirea bisericii din cartierul respectiv de către Andrej Hlinka, un preot slovac. Masacrul de la Černová a stârnit un val de ecouri în presa internațională, devenită atentă asupra politicii de maghiarizare din Regatul Ungariei. Sergentul care a ordonat deschiderea focului, Ján Ladiczky, a fost la rândul său etnic slovac.

## Demografie
| An:                | 1994   | 2004   | 2014   | 2024   |
| ------------------ | ------ | ------ | ------ | ------ |
| Număr de persoane: | 30.660 | 30.058 | 27.551 | 26.384 |
| Diferență:         |        | −1,96% | −8,34% | −4,23% |

| An:                | 2023   | 2024   |
| ------------------ | ------ | ------ |
| Număr de persoane: | 26.548 | 26.384 |
| Diferență:         |        | −0,61% |

## Personalități născute aici
- Karol Hušek (1891 - 1972), jurnalist, om politic slovac;
- Peter Lorre (1904 - 1964), actor american de origine austro-ungară.